# Розель
Розе́ль (фр. Rosel) — коммуна во Франции, находится в регионе Нижняя Нормандия. Департамент коммуны — Кальвадос. Входит в состав кантона Крёлли. Округ коммуны — Кан.
Код INSEE коммуны — 14542.

## Население
Население коммуны на 2010 год составляло 545 человек.
| 1962 | 1968 | 1975 | 1982 | 1990 | 1999 | 2010 |
| ---- | ---- | ---- | ---- | ---- | ---- | ---- |
| 258  | 280  | 317  | 373  | 543  | 558  | 545  |

## Экономика
В 2010 году среди 383 человек трудоспособного возраста (15—64 лет) 254 были экономически активными, 129 — неактивными (показатель активности — 66,3 %, в 1999 году было 68,2 %). Из 254 активных жителей работали 243 человека (128 мужчин и 115 женщин), безработных было 11 (3 мужчин и 8 женщин). Среди 129 неактивных 49 человек были учениками или студентами, 68 — пенсионерами, 12 были неактивными по другим причинам.